# محرک (فیزیولوژی)

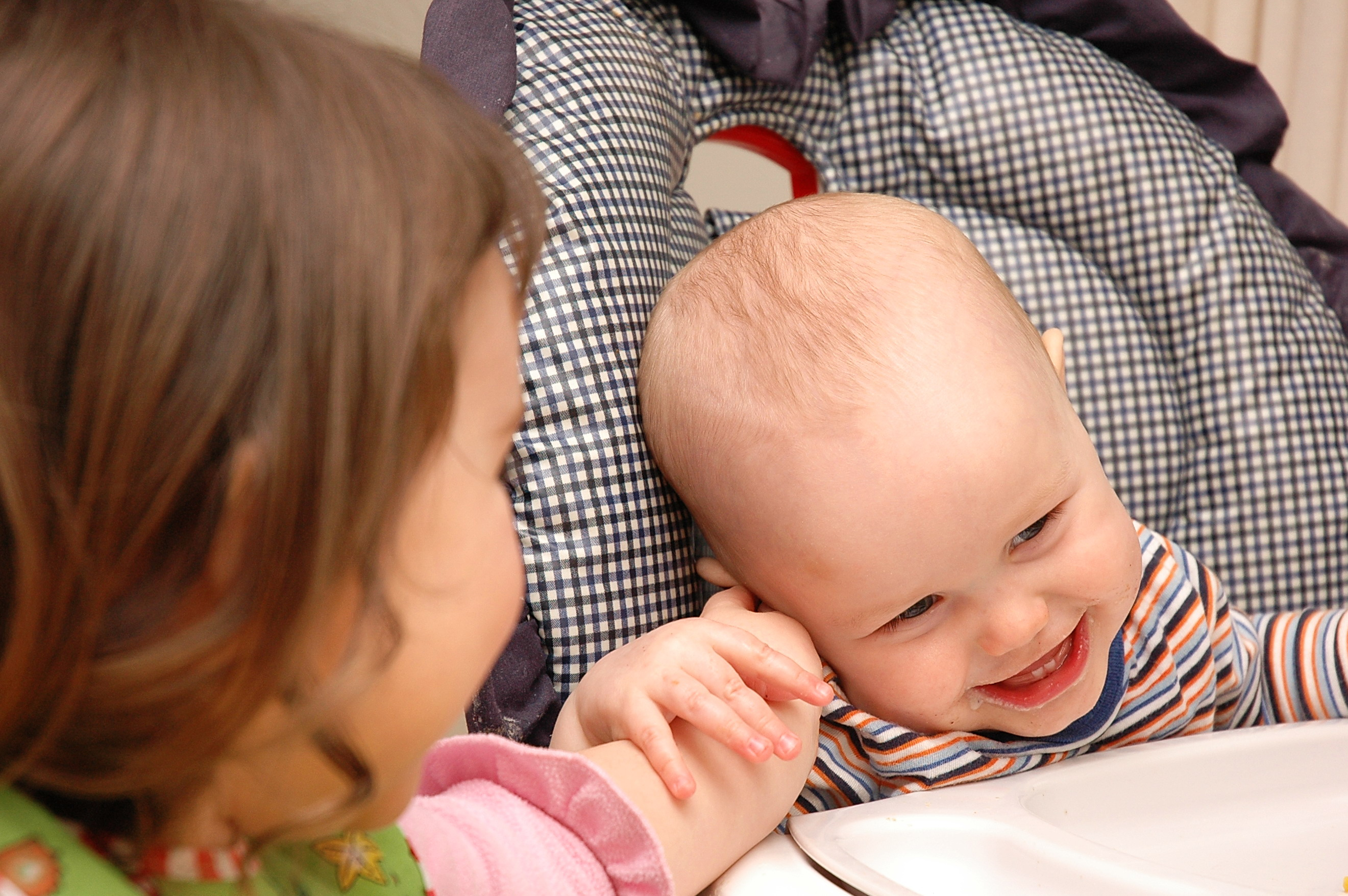
دختر جوانی خواهر و برادرش را قلقلک می دهد و واکنش لذت بخشی را در کودک برمی انگیزد.

در فیزیولوژی، محرک (به انگلیسی: stimulus) به تغییر محسوسی در محیط درون یا اطراف یک اندامگان گفته می‌شود. توانایی اندامگان یا اندام در پاسخ به محرک بیرونی را «تحریک‌پذیری» می‌گویند. هنگامی که محرکی بر حسگرهای گیرایی اعمال می‌شود، اغلب باعث پدید آمدن واکنش (رفلاکس) از راه ورارسانی می‌شود. این حسگرها اغلب می‌توانند اطلاعات را از بیرون بدن بگیرند، همانند حسگرهای تماسی که در پوست قرار دارند یا حسگرهای نور که چشم هستند؛ یا از درون بدن به دست آورند، همانند حسگرهای شیمیایی یا مکانیکی.
محرکی درونی، اغلب نخستین بخش از فرایند کنترل هم‌ایستا است. محرک‌های بیرونی توانایی پدید آوردن واکنش در سراسر بدن، همچون پاسخ جنگ و گریز، را دارند. برای آنکه یک محرک با احتمال بالایی تشخیص داده شود (دریافت شود)، میزان آن باید بالاتر از حدی معین باشد. در صورتی که سیگنالی آن حد معین را بگذراند، اطلاعات آن به دستگاه عصبی مرکزی منتقل می‌شود؛ جایی که در آن تصمیم بر روی اینکه بدان چه واکنشی داده شود گرفته می‌شود. اگرچه محرک‌ها اغلب باعث واکنش و پاسخ بدن می‌شوند، اما این دستگاه عصبی مرکزی است که تصمیم نهایی را درباره اینکه پاسخی باید داده شود یا نه می‌گیرد.